# ألكسندر خوسيه بوريسلاتو
ألكسندر خوسيه بوريسلاتو (10 نوفمبر 1973 في البرازيل – )؛ هو لاعب كرة قدم سابق كان يلعب كمهاجم.

## وصلات خارجية
- ألكسندر خوسيه بوريسلاتو على موقع رابطة كرة القدم اليابانية للمحترفين (اليابانية)
- ألكسندر خوسيه بوريسلاتو على موقع Soccerway.com (الإنجليزية)